# Oberwittbach
Oberwittbach ist ein Gemeindeteil der Stadt Marktheidenfeld im unterfränkischen Landkreis Main-Spessart in Bayern.

## Geographie
Durch das Dorf Oberwittbach fließt der Wittbach. Nachbarorte sind Altfeld, Rettersheim, Unterwittbach, Röttbach und Michelrieth.

## Geschichte
Vor der Gebietsreform in Bayern war Oberwittbach eine eigenständige Gemeinde.
Im Jahre 1862 wurde das Bezirksamt Marktheidenfeld gebildet, auf dessen Verwaltungsgebiet Oberwittbach lag. 1939 wurde wie überall im Deutschen Reich die Bezeichnung Landkreis eingeführt. Oberwittbach war nun eine der 47 Gemeinden im Landkreis Marktheidenfeld (Kfz-Kennzeichen MAR). Mit Auflösung des Landkreises Marktheidenfeld im Jahre 1972 kam Oberwittbach in den neu gebildeten Landkreis Main-Spessart (Kfz-Kennzeichen KAR, ab 1979 MSP).
Am 1. Juli 1972 wurde die Gemeinde Oberwittbach aufgelöst und nach Altfeld eingemeindet. Seit dem 1. Januar 1976 ist Oberwittbach ein Stadtteil von Marktheidenfeld. Oberwittbach hatte am 31. Dezember 2023 eine Einwohnerzahl von 184.
Am 1. Oktober 2020 wurde die Freiwillige Feuerwehr Oberwittbach durch einen Stadtratsbeschluss aufgelöst.